# Emil Baumgärtel
Emil Baumgärtel (* 10. Jänner 1885 in Wernersreuth; † 27. September 1939 in Wien) war ein österreichischer Politiker.

## Beruflich
Emil Baumgärtel besuchte eine zweiklassige Dorfschule und erlernte den Beruf eines Buchhändlers. Diesen Beruf übte er in Breslau, Frankfurt und Wien aus.

## Politische Funktionen
Im Jahr 1919 war Baumgärtel Zweiter Vorsitzender des Soldatenrates für Oberösterreich. Von 1919 bis 1925 war er Abgeordneter zum Oberösterreichischen Landtag (XII. Wahlperiode), außerdem Stellvertretender Landesrat. Vom 10. November 1920 bis 17. Februar 1934 war er Abgeordneter zum Nationalrat (I., II., III. und IV. Gesetzgebungsperiode).

## Sonstige Funktionen
- Sekretär des Bundes der Industrieangestellten Österreichs
- Mitglied des Kuratoriums der Landeshypothekenanstalt
- Vizepräsident der Arbeiterkammer

## Ehrung
- 2001: Benennung einer Straße in Linz-Katzbach nach ihm[1]

## Veröffentlichungen
- Die Regierungsvorlage über Angestelltenversicherung. Wien : E. Lakenbacher, 1925.